# Whalley Range (Blackburn)

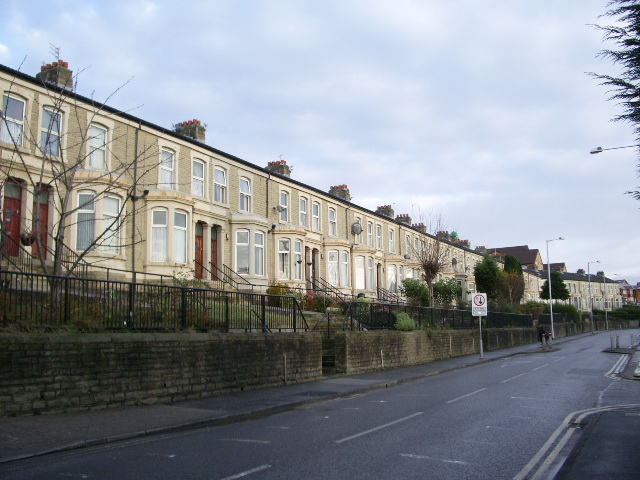
Reihenhaussiedlung in Whalley Range

Whalley Range ist ein Quartier mit etwa 2000 Einwohnern in Blackburn, Lancashire. Um 95 % der Einwohner sind britische Asiaten, insbesondere Britisch-Pakistaner und Britisch-Inder. Viele Weiße erachten das Viertel als No-go-Zone. Die Nachbarschaft ist geprägt durch Reihenhäuser und wirtschaftlich schwach.